# Meli-Šipak

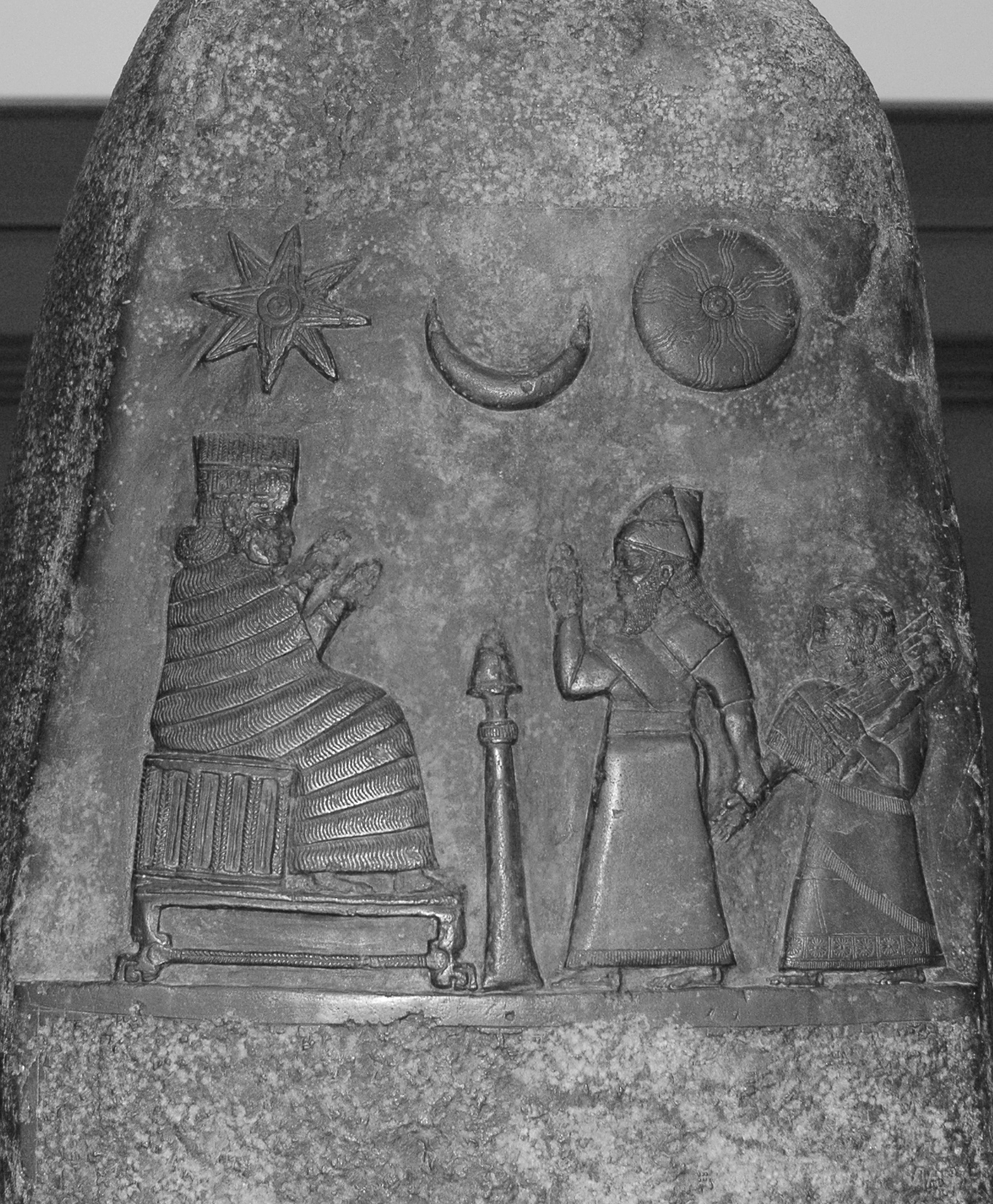
Kudurru des Meli-Schipak

Der kassitische König Meli-Šipak (Me-li-dŠi-ḪU, Mann des Šipak, auch Meli-Šiḫu, Mann des Šiḫu gelesen) regierte von etwa 1186 v. Chr. bis 1171 v. Chr. als König von Babylon. Er war nach der babylonischen Königsliste der 33. König der kassitischen Dynastie. Sein Vater war König Adad-šuma-uṣur, sein Sohn und Nachfolger Marduk-apla-iddina I.

## Herrschaft
Meli-Šipak regierte 15 Jahre. Er ist auch durch Ziegelinschriften aus Nippur belegt. Aus Assur stammt ein Verwaltungstext, der seinen Namen erwähnt. Danach hatte er Pferdegespanne, Decken und weitere Geschenke nach Assur geschickt. Das verweist auf freundschaftliche Beziehungen zu dem assyrischen König Ninurta-apil-ekur hin, der in Babylon im Exil gelebt hatte.
Aus seiner Regierungszeit sind zwei Bauinschriften (eine nur in einer späten Kopie), eine Weiheinschrift, sechs Kudurri (Grenzsteine), zehn Wirtschaftstexte und ein Omen überliefert. Eine Tontafel, die in das zweite Regierungsjahr von Meli-Šipak datiert, wurde in Emar gefunden. Meli-Šipak übertrug ganze Dörfer samt der Arbeitskraft ihrer Einwohner, wie durch Kudurri belegt.
Meli-Šipaks Regierungszeit gilt als relativ friedlich. Seine älteste Tochter war nach einem neobabylonischen Text (VAT 17020) mit dem elamitischen Herrscher Šutruk-Nahhunte II. verheiratet. Aus einer Landschenkung (Kudurru aus Susa) ist der Name der Tochter Ḫunnubat-Nana bekannt. Ein Grenzstein berichtet von der Vergabe von Land an seinen Sohn und Nachfolger Marduk-apla-iddina I.

## Weblink
- Der Kudurru des Herrschers